# Élections municipales ålandaises de 2023
 (décembre 2023).
Les élections municipales ålandaises de 2023 ont lieu le 15 octobre 2023 aux Îles Åland en même temps que les législatives.